# Erebia anthracites
Erebia anthracites är en fjärilsart som beskrevs av Hans Fruhstorfer 1918. Erebia anthracites ingår i släktet Erebia och familjen praktfjärilar. Inga underarter finns listade i Catalogue of Life.